# 信興酒樓

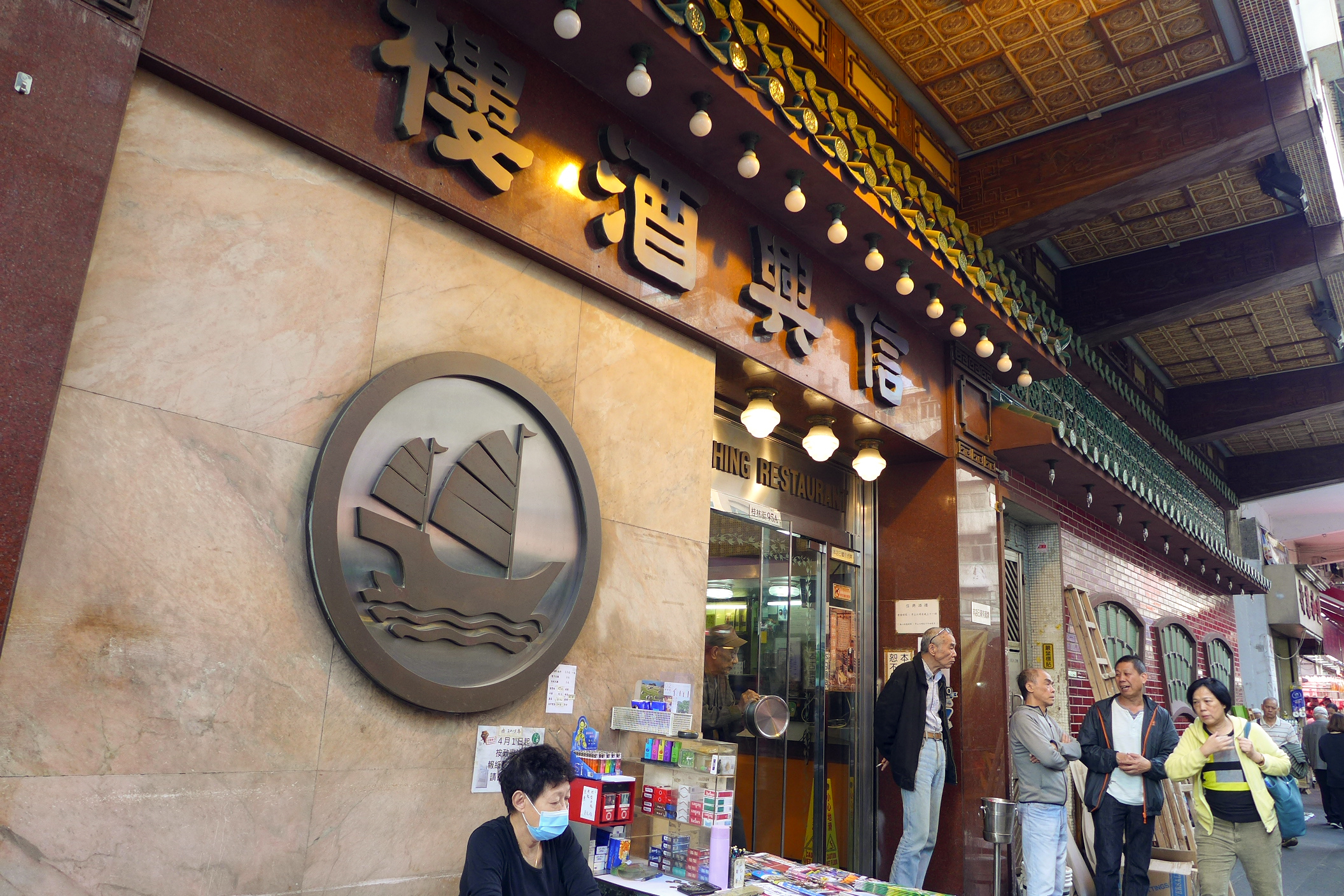
信興酒樓店面

信興酒樓（英語：Shun Hing Restaurant），是香港一間已結業的酒樓，位於深水埗桂林街95A號。早在1936年由羅氏家族開業。到2016年因考慮翻新困難，宣佈屹立深水埗80年的酒樓於12月29日下午5時結業。該酒樓和信興集團並無關係。

## 歷史

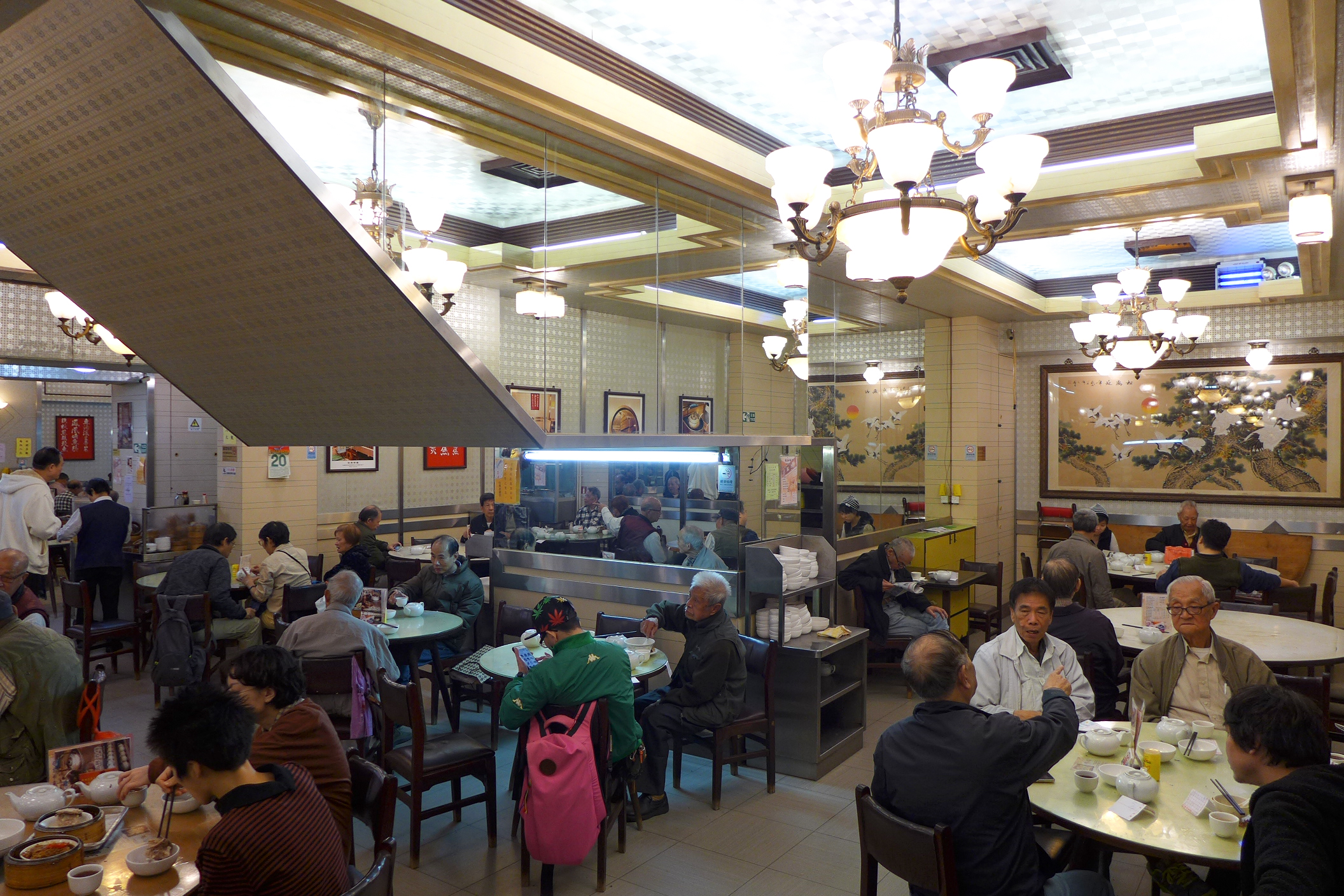
內部裝潢由1950年代一直使用至今

1936年，酒樓在深水埗桂林街一座戰前樓宇的地舖開業。到1950年代因唐樓拆卸重建一度停業，重建後酒樓返回原址繼續經營，其內部裝潢一直使用至今。
該處1970年代仍是「信興茶室」，到1980年初才轉為酒樓經營模式，於購入基隆街舖面以打通並擴張店面名後則行號先後改名為「信興樓」及「信興酒樓」。
到1990年代吸引客人來吃魚翅撈飯及擦鮑魚（前者於2010年代初取消供應）。踏入2000年代中期以降客人以中老年男士為主。

## 特色

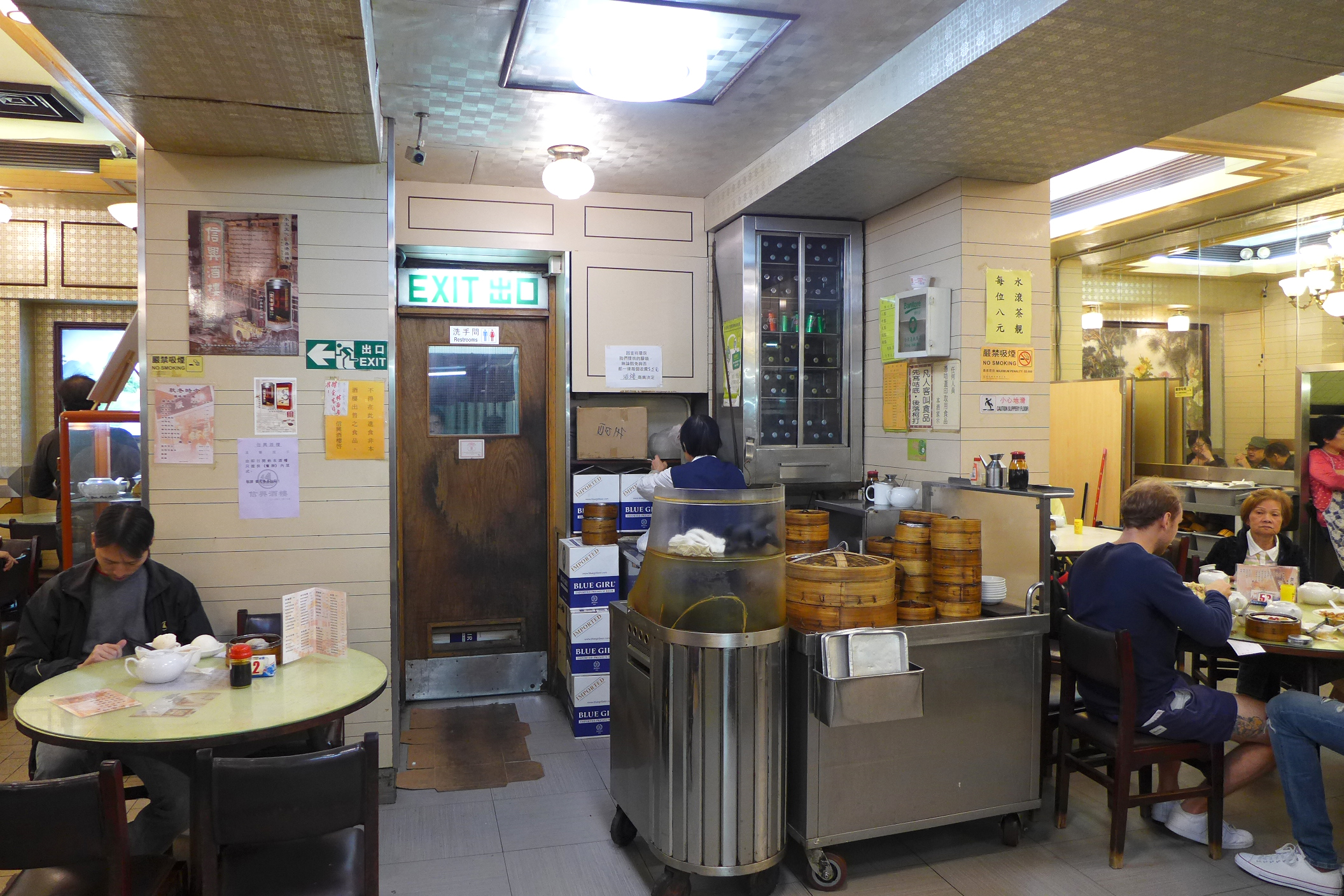
點心檔

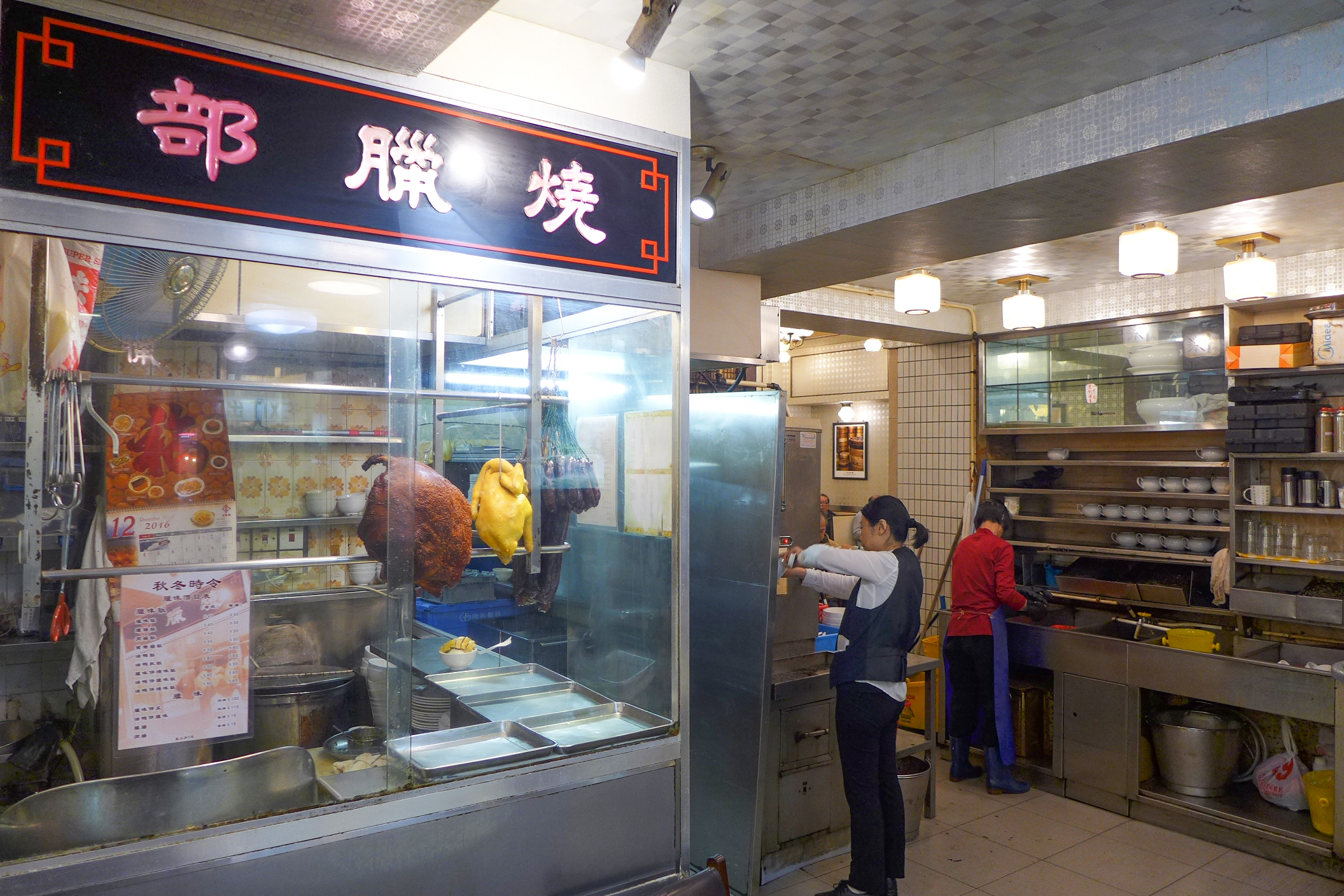
信興酒樓燒臘部

1958年，該店聘請霓虹燈公司訂造樓高四層的霓虹招牌。
但根據屋宇署2010年新制度下，招牌不能伸逾4.2米，離地不能少於3.5米。超過上述規限便是違例，因此到2016年6月被迫拆卸，街坊對此感到可惜。
酒樓招牌菜是棉花雞、鵪鶉蛋燒賣、燒賣、牛肉腸粉、燒味飯等。

## 結業
2016年11月中，該店因為考慮翻新困難、成本高昂、拆卸霓虹招牌等問題，由美國回流香港的羅梓洋宣佈屹立深水埗80年的酒樓於2016年12月29日結業。
2016年12月22日及28日，該店和活現香港舉辦《一盅兩件告別街坊話當年慶祝會》，向各位街坊與香港市民道別，以懷緬信興的歷史時光與舊式酒樓的文化趣聞。